# Poloneutichia albo Polskiego Królestwa Szczęście
Poloneutichia albo Polskiego Królestwa Szczęście a przy tym i Wielkiego Księstwa Litewskiego (pełny tytuł: Poloneutichia abo Królestwa Polskiego szczęście, a przy tym i W. Księstwa Litewskiego. A potem tegoż szwankowanie w roku 1612 i 1613) – dzieło historiograficzne napisane przez polskiego historyka ariańskiego Andrzeja Lubienieckiego. Przedstawia historię Polski, ze szczególnym uwzględnieniem okresu 1506−1616 (kronika panowania Zygmunta II Augusta, Stefana Batorego i Zygmunta III Wazy). Powstała ok. 1616, wydanie niepełne w 1843, wydana w całości w 1982.